# Нове Косьцелиська
Нове Косьцелиська (пол. Nowe Kościeliska) — село в Польщі, у гміні Осецьк Отвоцького повіту Мазовецького воєводства.
Населення — 158 осіб (2011).
У 1975-1998 роках село належало до Седлецького воєводства.

## Демографія
Демографічна структура станом на 31 березня 2011 року:
|          | Загалом | Допрацездатний вік | Працездатний вік | Постпрацездатний вік |
| -------- | ------- | ------------------ | ---------------- | -------------------- |
| Чоловіки | 74      | 20                 | 44               | 10                   |
| Жінки    | 84      | 19                 | 45               | 20                   |
| Разом    | 158     | 39                 | 89               | 30                   |